# STS-49
STS-49 foi uma missão do programa do ônibus espacial e a viagem inaugural da nave Endeavour, lançada em 7 de maio de 1992 e com a duração de nove dias, que colocou em órbita correta o satélite Intelsat VI F-3 e presenciou pela, primeira vez, atividades extraveiculares no espaço por três astronautas ao mesmo tempo.

## Tripulação
| Posição                  | Astronauta          |
| ------------------------ | ------------------- |
| Comandante               | Daniel Brandenstein |
| Piloto                   | Kevin Chilton       |
| Especialista de missão 1 | Pierre Thuot        |
| Especialista de missão 2 | Kathryn Thornton    |
| Especialista de missão 3 | Richard Hieb        |
| Especialista de missão 4 | Thomas Akers        |
| Especialista de missão 5 | Bruce Melnick       |

### Caminhadas no espaço
- Thuot e Hieb  - EVA 1
- Começo do EVA 1: 10 de Maio de 1992 - 20h40 UTC
- Fim do EVA 1: 11 de Maio - 00h23
- Duração: 3 horas, 43 minutos

- Thuot e Hieb  - EVA 2
- Começo do EVA 2: 11 de Maio de 1992 - 21h05 UTC
- Fim do EVA 2: 12 de Maio - 02h35 UTC
- Duração: 5 horas e 30 minutos

- Thuot, Hieb e Akers  - EVA 3
- Começo do EVA 3: 13 de Maio de 1992 - 21h17 UTC
- Fim do EVA 3: 14 de Maio - 05h46 UTC
- Duração: 8 horas e 29 minutos

- Thornton e Akers  - EVA 4
- Começo do EVA 4: 14 de Maio de 1992 - ~21h00 UTC
- Fim do EVA 4: 15 de Maio, ~05h00 UTC
- Duração: 7 horas, 44 minutos

## Hora de acordar
- 2° Dia: Say Anything, da banda X Japan (primeira música asiática, mais de língua inglesa e meio sino, a ser ouvida no espaço.)
- 3° Dia: Mama Said Knock You Out, de LL Cool J.
- 4° Dia: The Other Side, da banda Aerosmith.
- 5° Dia: Mary Jane, da banda Megadeth.
- 6° Dia: Desire, da banda U2.
- 7° Dia: Tell Me Why, do grupo Exposé.
- 8° Dia: Down Under, da banda Men at Work.
- 9° Dia: One Night Only, musical promocional de 1981.

## Principais fatos

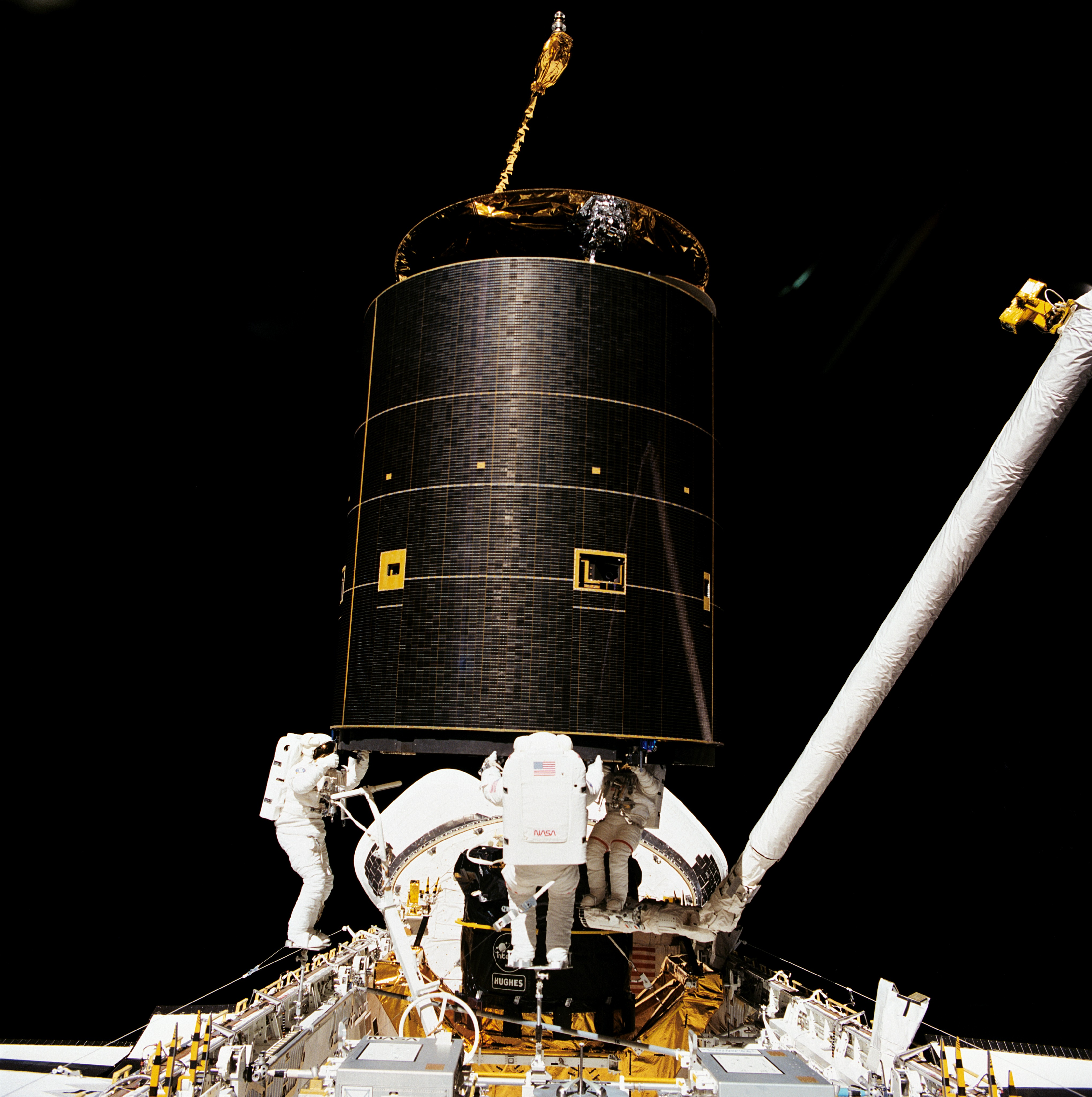
Processo de captura do Intelsat VI F-3

O satélite Intelsat VI F-3, que entrou em uma órbita não usual desde seu lançamento por um foguete Commercial Titan III em 14 de Março de 1990, foi capturado no espaço pelos membros da tripulação durante uma atividade extraveicular e equipado com um novo motor de impulso para o perigeu. O satélite foi subsequentemente liberado à órbita e o novo motor disparou para posicionar a nave espacial em uma órbita geossíncrona para uso operacional.
A captura necessitou de três EVAs: uma planejada pelos astronautas Pierre Thuot e Richard Hieb, que não foi capaz de encaixar uma barra de captura ao satélite de uma posição do RMS, uma segunda tentativa não programada porém idêntica ocorreu no dia seguinte, e finalmente uma captura manual não planejada porém bem sucedida foi feita por Thuot e seu grupo composto por Hieb e Thomas Akers, com o comandante Brandenstein tendo manobrado o orbitador a uma distância de alguns pés do satélite de comunicações de 4 215 kg. Uma estrutura ASEM foi erguida no compartimento de carga pelo grupo para servir como uma plataforma, de modo a auxiliar na captura manual e na sua subsequente fixação à barra de captura.
Um EVA planejado também foi realizado pelos astronautas Kathryn Thornton e Akers como parte do experimento Montagem de Estação pelos Métodos de EVA (ASEM) para demonstrar e verificar as capacidades de montagem e manutenção da estação espacial Freedom. A caminhada do espaço do ASEM, originalmente programada para dois dias consecutivos, teve que ser cortada em um dia devido à longa operação de recuperação do Intelsat VI F-3.
Outros experimentos "de oportunidade" incluíam: Crescimento de Cristais de Proteína Comercial (CPCG), Ultraviolet Plume Imager (UVPI) e a investigação Air Force Maui Optical Station (AMOS). A missão foi estendida em dois dias para completar os objetivos.